# Walter Pidgeon
Walter Davis Pidgeon (Saint John, 23 settembre 1897 – Santa Monica, 25 settembre 1984) è stato un attore canadese, per due volte candidato all'Oscar al miglior attore.

## Biografia
Walter Pidgeon iniziò la sua carriera studiando al New England Conservatory of Music di Boston. Dopo aver lavorato come attore di teatro per alcuni anni, fece il suo debutto a Broadway nel 1925 come cantante di varietà e di operetta, ottenendo un buon successo. Negli anni venti recitò in alcuni film muti come Mannequin (1926) di James Cruze. Con l'avvento dei film sonori divenne famoso, grazie anche alle sue capacità canore (aveva studiato come baritono). Recitò in molti musical, ad esempio The Bride of the Regiment (1930) e Sweet Kitty Bellairs (1930).
Raggiunto il grande successo internazionale in età già matura, con il film Saratoga (1937) di Jack Conway, la sua popolarità aumentò grazie al film Com'era verde la mia valle (1941). Recitò successivamente accanto a Greer Garson in Fiori nella polvere (1941) e La signora Miniver (1942), per il quale ottenne una candidatura all'Oscar al miglior attore. L'anno seguente fu nuovamente candidato all'Oscar per la sua interpretazione in Madame Curie (1943).

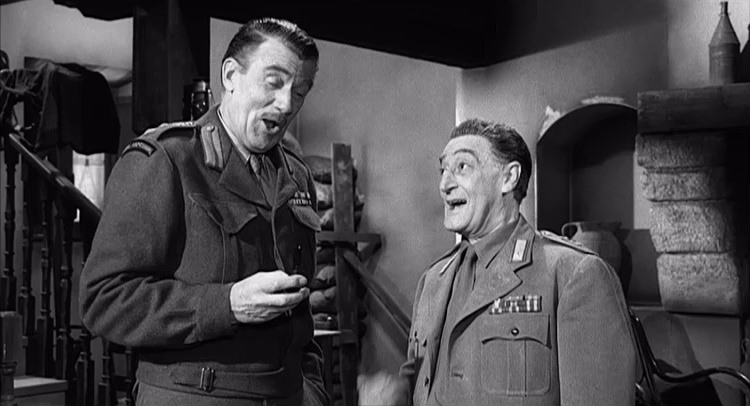
Walter Pidgeon insieme a Totò in I due colonnelli

Verso la metà degli anni cinquanta tornò a lavorare a Broadway dopo venti anni di assenza, pur continuando la sua attività cinematografica e intraprendendo anche la carriera di attore televisivo, con partecipazioni a numerose serie come Perry Mason, F.B.I., Marcus Welby, Ellery Queen.
Pidgeon recitò prevalentemente in drammi venati di romanticismo. Tra le poche occasioni che gli consentirono di creare personaggi più complessi si ricordano il ruolo del bandito Quantrill nel film La belva umana (1940), accanto a John Wayne, e quello del dottor Morbius in Il pianeta proibito (1956). Tra gli altri suoi grandi successi, da ricordare L'ultima volta che vidi Parigi (1954) e Funny Girl (1968). Recitò anche al fianco di Totò, interpretando il ruolo del coprotagonista, il colonnello Henderson, nel film I due colonnelli, diretto da Steno nel 1962, anno in cui uscì anche il film Disney in live action Compagni d'avventura.
Secondo i suoi desideri, il suo corpo fu donato alla UCLA Medical School.

## Filmografia

### Cinema
- Mannequin, regia di James Cruze (1926)
- The Outsider, regia di Rowland V. Lee (1926)
- Old Loves and New, regia di Maurice Tourneur (1926)
- Miss Nobody, regia di Lambert Hillyer (1926)
- Il cuore di Salomè (The Heart of Salome), regia di Victor Schertzinger (1927)
- Sumuru, regia di Tom Terriss (1927)
- The Thirteenth Juror, regia di Edward Laemmle (1927)
- Il Gorilla (The Gorilla), regia di Alfred Santell (1927)
- Donna senza amore (Her Private Life), regia di Alexander Korda (1929)
- Sweet Kitty Bellairs, regia di Alfred E. Green (1930)
- Le rose della castellana (Bride of the Regiment), regia di John Francis Dillon (1930)
- Show Girl in Hollywood, regia di Mervyn LeRoy (1930)
- Valzer viennese (Viennese Nights), regia di Alan Crosland (1930)
- Labbra proibite (Rockabye), regia di George Cukor (1932)
- Il bacio davanti allo specchio (The Kiss Before the Mirror), regia di James Whale (1933)
- La donna fatale (Fatal Lady), regia di Edward Ludwig (1936)
- Occhioni scuri (Big Brown Eyes), regia di Raoul Walsh (1936)
- Saratoga, regia di Jack Conway (1937)
- La camera della morte (She's Dangerous), regia di Milton Carruth e Lewis R. Foster (1937)
- La città dell'oro (The Girl og the Golen West), regia di Robert Z. Leonard (1938)
- The Shopworn Angel, regia di H.C. Potter (1938)
- L'amico pubblico n° 1 (Too Hot to Handle), regia di Jack Conway (1938)
- Nick Carter (Nick Carter, Master Detective), regia di Jacques Tourneur (1939)
- Sky Murder, regia di George B. Seitz (1940)
- La belva umana o Il generale Quantrill (Dark Command), regia di Raoul Walsh (1940)
- Questa è la vita (It's a Date), regia di William A. Seiter (1940)
- L'isola degli uomini perduti (The House Across the Bay), regia di Archie Mayo (1940)
- Phantom Raiders, regia di Jacques Tourneur (1940)
- Com'era verde la mia valle (How Green Was My Valley), regia di John Ford (1941)
- Scandalo premeditato (Design for Scandal), regia di Norman Taurog (1941)
- Duello mortale (Man Hunt), regia di Fritz Lang (1941)
- Fiori nella polvere (Blossoms in the Dust), regia di Mervyn LeRoy (1941)
- La signora Miniver (Mrs Miniver), regia di William Wyler (1942)
- Sirena del Congo (White Cargo), regia di Richard Thorpe (1942)
- Madame Curie, regia di Mervyn LeRoy (1943)
- La signora Parkington (Mrs Parkington), regia di Tay Garnett (1944)
- Grand hotel Astoria (Week-End at the Waldorf), regia di Robert Z. Leonard (1945)
- Vacanze al Messico (Holiday in Mexico), regia di George Sidney (1946)
- In fondo al cuore (The Secret Heart), regia di Robert Z. Leonard (1946)
- La bella imprudente (Julia Misbehaves), regia di Jack Conway (1948)
- Peccatori senza peccato  (If Winter Comes), regia di Victor Saville (1948)
- Suprema decisione (Command Decision), regia di Sam Wood (1948)
- La saga dei Forsyte (That Forsyte Woman), regia di Compton Bennett (1949)
- Il Danubio rosso (The Red Danube), regia di George Sidney (1949)
- Addio signora Miniver (The M iniver Story), regia di H.C. Potter (1950)
- Lo sconosciuto (The Unknown Man), regia di Richard Thorpe (1951)
- L'ultima rapina (Calling Bulldog Drummond), regia di Victor Saville (1951)
- Quo vadis, regia di Mervyn LeRoy (1951) - voce narrante
- I tre soldati (Soldiers Three), regia di Tay Garnett (1951)
- Il bruto e la bella (The Bad and the Beautiful), regia di Vincente Minnelli (1952)
- La ninfa degli antipodi (Million Dollar Mermaid), regia di Mervyn LeRoy (1952)
- Difendete la città (The Sellout), regia di Gerald Mayer (1952)
- L'orfana senza sorriso (Scandal at Scourie), regia di Jean Negulesco (1953)
- La sposa sognata (Dream Wife), regia di Sidney Sheldon (1953)
- Così parla il cuore (Deep in My Heart), regia di Stanley Donen (1954)
- L'ultima volta che vidi Parigi (The Last Time I Saw Paris), regia di Richard Brooks (1954)
- La sete del potere (Executive Suite), regia di Robert Wise (1954)
- I valorosi (Men of the Fighting Lady), regia di Andrew Marton (1954)
- Tutti in coperta (Hit the Deck), regia di Roy Rowland (1955)
- La scarpetta di vetro (The Glass Slipper), regia di Charles Walters (1955) - voce
- Quegli anni selvaggi (These Wilder Years), regia di Roy Rowland (1956)
- Supplizio (The Rack), regia di Arnold Laven (1956)
- Il pianeta proibito (Forbidden Planet), regia di Fred McLeod Wilcox (1956)
- Viaggio in fondo al mare (Voyage to the Bottom of Sea), regia di Irwin Allen (1961)
- Tempesta su Washington (Advise & Consent), regia di Otto Preminger (1962)
- I due colonnelli, regia di Steno (1962)
- Il giorno più corto, regia di Sergio Corbucci (1962)
- Agente 4K2 chiede aiuto (Warning Shot), regia di Buzz Kulik (1966)
- Funny Girl, regia di William Wyler (1968)
- A qualsiasi prezzo (The Vatican Affair), regia di Emilio Miraglia (1968)
- Il pirata dell'aria (Skyjacked), regia di John Guillermin (1972)
- L'odissea del Neptune nell'impero sommerso (The Neptune Factor), regia di Daniel Petrie (1973)
- Il professionista (Harry in Your Pocket), regia di Bruce Geller (1973)
- Panico nello stadio (Two Minute Warning), regia di Larry Peerce (1976)
- Sextette, regia di Ken Hughes (1978)

### Televisione
- I racconti del West (Zane Grey Theater) – serie TV, 2 episodi (1958-1959)
- Scacco matto (Checkmate) – serie TV, episodio 2x17 (1962)
- Gli uomini della prateria (Rawhide) – serie TV, episodio 4x26 (1962)
- Perry Mason – serie TV, 1 episodio (1963)
- Il dottor Kildare (Dr. Kildare) – serie TV, 1 episodio (1964)
- Daniel Boone – serie TV, 1 episodio (1964)
- Il reporter (The Reporter) – serie TV, episodio 1x05 (1964)
- La legge di Burke (Burke's Law) – serie TV, episodio 2x17 (1965)
- F.B.I. (The F.B.I.) – serie TV, 2 episodi (1967)
- The Danny Thomas Hour – serie TV, episodio 1x21 (1968)
- Medical Center – serie TV, 1 episodio (1969)
- Marcus Welby (Marcus Welby, M.D.) – serie TV, 1 episodio (1971)
- Dan August – serie TV, 1 episodio (1971)
- Ellery Queen – serie TV, episodio 1x22 (1976)
- Ragazzo di provincia (Gibbsville) – serie TV, 1 episodio (1976)

## Riconoscimenti
- Premio Oscar
  - 1943 – Candidatura al miglior attore per La signora Miniver
  - 1944 – Candidatura al miglior attore per Madame Curie

- Hollywood Walk of Fame
  - 1960 – Stella

## Doppiatori italiani
Nelle versioni in italiano dei suoi film Walter Pidgeon è stato doppiato da:
- Mario Pisu in La signora Miniver, Madame Curie, Suprema decisione, I tre soldati, Il bruto e la bella, La ninfa degli antipodi, Difendete la città, L'orfana senza sorriso, La sposa sognata, L'ultima volta che vidi Parigi, La sete del potere, I valorosi, Tutti in coperta, Quegli anni selvaggi, Supplizio, La leggenda di Lobo
- Mario Ferrari in Duello mortale, Fiori nella polvere, La signora Parkington, Grand hotel Astoria, Vacanze al Messico, La saga dei Forsyte, Addio signora Miniver, A qualsiasi prezzo
- Emilio Cigoli in La belva umana, Com'era verde la mia valle, In fondo al cuore, Viaggio in fondo al mare, Tempesta su Washington, Il giorno più corto
- Roldano Lupi in Saratoga, La città dell'oro, Peccatori senza peccato, Il pianeta proibito
- Augusto Marcacci in L'amico pubblico n° 1
- Arturo Dominici in Compagni d'avventura
- Carlo Alighiero in Funny Girl
- Vittorio Di Prima in Il pirata dell'aria
- Bruno Persa in L'odissea del Neptune nell'impero sommerso
- Sergio Fiorentini in Il professionista
- Pino Locchi in Suprema decisione (ridoppiaggio)

Da doppiatore è sostituito da:
- Mario Pisu in La scarpetta di vetro